# Monts des Beni-Chougrane
Les monts des Beni-Chougrane sont une chaîne montagneuse d'Algérie située dans le Nord-Ouest du pays.

## Géographie

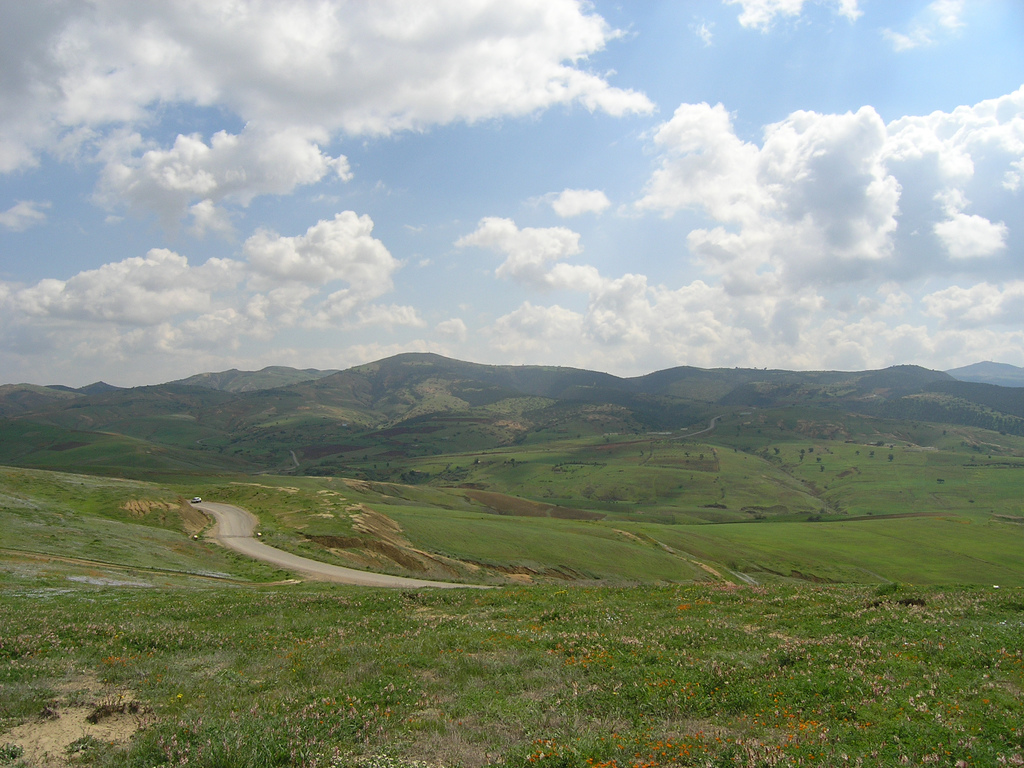
Vue des monts des Beni-Chougrane, au sud de Mohammadia, en 2007

Les monts des Beni-Chougrane sont une chaîne de l'Atlas tellien située entre les plaines de Habra-Sig au nord et la plaine de Ghriss au sud. Elles se caractérisent par un relief accidenté, ce qui favorise l’érosion. La croissance de la population et les modes de gestion souvent inadaptés accentuent la dégradation du couvert végétal et du sol. 
D'un point de vue topographique, les monts des Béni Chougrane présentent un relief très complexe, caractérisé par l’enchevêtrement de massifs en forme de dômes, de hauts plateaux et de vallées profondément encaissées. Leur altitude augmente généralement du nord-ouest vers le sud-est, variant de 300 à 800 mètres. L'altitude moyenne est de 700 m et culmine à 932 m dans les environs de la localité d'El Bordj, au djebel Chareb Er Rih.
Le climat est de type méditerranéen semi-aride, caractérisé par une pluviométrie annuelle variant entre 350 et 550 mm, en fonction de l'exposition du relief. Le mois de février est généralement le plus arrosé, tandis que juillet enregistre les précipitations les plus faibles. Le régime thermique marque deux saisons distinctes : une saison froide, s'étendant de novembre à avril, et une saison chaude, allant de mai à octobre.
Elles abritent plusieurs barrages, de riches plaines et d’importants oueds (El Hammam, Fergoug), un grand programme de reboisement et d'aménagement a été réalisé dans l'ensemble de la chaîne. L'oued el Hammam draine 80 % des eaux du massif et se jette dans la zone humide de la Macta. 

## Administration

Carte de localisation des Monts des Beni-Chougrane dans la wilaya de Mascara (en mauve).

Le monts des Beni-Chougrane couvrent dix-huit communes de la wilaya de Mascara, ce qui représente un tiers de la superficie de la wilaya, soit une superficie totale de 1 618 km2 dans cette wilaya. Les communes concernées sont : Mascara, Chorfa, El Guettana, Aïn Fares, Bou Hanifia, Hacine, El Keurt, El Gaada, Mamounia, Khalouia, El Bordj, Sehailia, Sidi Abdeldjebar, Oued El Abtal, El Menaouer, Ferraguig et Sedjerara.